# Juan Avstrijski
Juan Avstrijski (Don Juan de Austria), španski admiral in vojskovodja, * 24. februar 1547, Regensburg , Sveto rimsko cesarstvo, † 1. oktober 1578 , Bouge, Španska Nizozemska (danes Belgija)
Rodil se je kot nezakonski sin Barbare Blomberg, dekleta meščanskega rodu iz Regensburga in cesarja Karla V.. Marca 1569 je bil imenovan za vrhovnega poveljnika španske vojske, dve leti pozneje pa za poveljnika pomorskih sil svete lige, ki so jo Španija, Beneška republika in papež sklenili za boj proti Turkom v vzhodnem Sredozemlju. Izsilil je začasno enotnost med sicer sprtimi admirali Svete lige in več ločenih ladjevij združil v učinkovito bojno enoto. V bitki pri Lepantu oktobra 1571 so združeni zavezniki premagali turško ladjevje. V letih od 1576–1578 je bil državni namestnik na Nizozemskem, kjer je dosegel nekaj vojaških uspehov nad uporniki.